# Station Overboelare
Station Overboelare is een voormalig spoorwegstation langs spoorlijn 90 (Denderleeuw - Jurbeke) in Overboelare, een deelgemeente van de Belgische stad Geraardsbergen. De eenvoudige halte overleefde in tegenstelling tot de halte van La Cavée (tussen Papegem en Rebaix) wel de grote sluitingsgolf van het IC/IR-plan in 1984, maar op 29 mei 1988 (de tweede grote sluitingsgolf) viel definitief het doek voor deze halte.

## Reizigerstellingen
De grafiek en tabel geven het gemiddeld aantal instappende reizigers weer op een week-, zater- en zondag.
| Tabel: aantal instappende reizigers station Overboelare | Tabel: aantal instappende reizigers station Overboelare | Tabel: aantal instappende reizigers station Overboelare | Tabel: aantal instappende reizigers station Overboelare |
|                                                         | Weekdag                                                 | Zaterdag                                                | Zondag                                                  |
| ------------------------------------------------------- | ------------------------------------------------------- | ------------------------------------------------------- | ------------------------------------------------------- |
| 1977                                                    | 107                                                     | 25                                                      | 25                                                      |
| 1978                                                    | 74                                                      | 11                                                      | 7                                                       |
| 1979                                                    | 62                                                      | 11                                                      | 6                                                       |
| 1980                                                    | 53                                                      | 14                                                      | 3                                                       |
| 1981                                                    | 69                                                      | 4                                                       | 2                                                       |
| 1982                                                    | 56                                                      | 7                                                       | 11                                                      |
| 1983                                                    | 43                                                      | 13                                                      | 7                                                       |
| 1984                                                    | 28                                                      | 2                                                       | -                                                       |
| 1985                                                    | 26                                                      | 5                                                       | -                                                       |

0,0: Denderleeuw ·
1,9: Iddergem ·
4,4: Okegem ·
7,5: Ninove ·
10,2: Eichem ·
12,1: Appelterre ·
13,4: Zandbergen ·
16,1: Idegem ·
17,8: Schendelbeke ·
21,7: Geraardsbergen ·
23,2: Overboelare ·
26,3: Acren · 
28,7: Lessen ·
29,8: Houraing ·
31,8: Papignies ·
33,5: La Cavée ·
35,4: Rebaix ·
39,9: Aat ·
42,1: Maffle ·
45,0: Mévergnies-Attre ·
46,5: Brugelette ·
48,3: Cambron-Casteau ·
52,1: Lens ·
55,6: Jurbeke ·
58,0: Erbisœul ·
66,7: Baudour ·
71,8: Saint-Ghislain